# 修道女 (1966年の映画)
修道女（しゅうどうじょ、仏：Suzanne_Simonin,_la_Religieuse_de_Diderot）は、1966年に公開されたフランスの映画である。
監督はジャック・リヴェット。ドニ・ディドロの小説を元にしている。ナンスプロイテーション映画の源流のひとつにあげられることがある。